# الصاقط (مأرب)

تعديل مصدري - تعديل

الصاقط هي إحدى قرى عزلة ال جلال بمديرية مأرب التابعة لمحافظة مأرب، بلغ تعداد سكانها 31 نسمة حسب تعداد اليمن لعام 2004.